# Гимн Чувашской Республики
Госуда́рственный гимн Чува́шской Респу́блики (чув. Чӑваш Республикин гимнӗ) — государственный символ Чувашской Республики. Гимн Чувашской Республики выражает три круга образов: пробуждение природы к новой жизни; родные, отец, мать, дети — круг семьи; единение и согласие всех родных в «чувашском мире» — Чувашской Республике.

## История

### Ранняя версия
Идея создания общечувашского гимна появилась еще в 1905 году, когда поэт Яков Турхан на музыку российского гимна написал стихи и пытался опубликовать их в первом номере газеты «Хыпар» в январе 1906 года. 

Осенью 1917 года священник Тарас Кириллов сочинил стихотворение «Чӑваш халӑх юрри» и сам же написал для него музыку. Но и эта песня не нашла поддержки. И только в начале января 1918 года руководитель чувашского хора в Казани Тихон Данилович Алексеев создал тот гимн, который был поддержан всей чувашской интеллигенцией — на музыку русского композитора А. Т. Гречанинова «Да здравствует Россия, свободная страна». Сохранился лишь подстрочный перевод этого произведения:

Слава живущему издревле чувашу,

Слава великому в веках народу!

Дружно беритесь за работу,

За построение жизни новой.

Пусть зазеленеют твои поля

И морем волнуются хлеба.

Народ, преодолев темноту,

Умом поднимается высоко.

Тогда и слава его труду

Солнцем засияет высоко!

Впервые он был исполнен 27 (14) января 1918 года чувашским хором в Казани после премьеры первого национального спектакля И. С. Максимова-Кошкинского по пьесе А. Н. Островского «Не так живи, как хочется».
Он быстро стал популярным, исполнялся на практически всех значимых мероприятиях, но официальный статус не приобрёл.

### Современный вариант

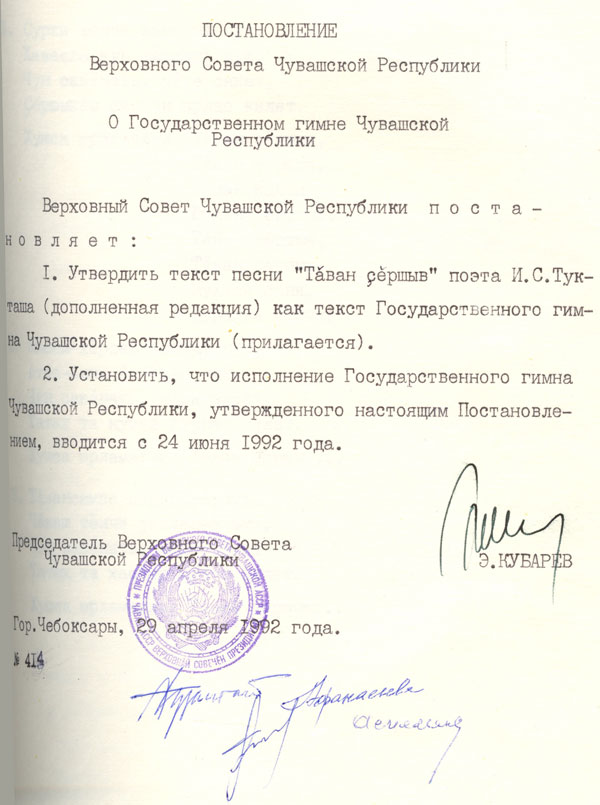
Постановление 1992 года

Основой современного гимна послужила песня «Тӑван Ҫӗршыв» (Родина, Родной край), написанная ещё в середине XX века чувашским поэтом Ильёй Тукташем и композитором Германом Лебедевым.
Композитор создал её для пьесы Петра Осипова «В родном краю», которая была поставлена в Чувашском академическом театре в сезоне 1944—1945 годах. Уже первое исполнение было восторженно воспринято залом. Впервые свой статус неофициального гимна Чувашии песня приобрела во время знаменательного события 30 октября 1950 года. Тогда в Колонном зале Дома Союзов в Москве отмечали 30-летие Чувашской АССР. На этом торжественном вечере Чувашский государственный ансамбль песни и танца исполнил песню в сопровождении симфонического оркестра.
Свой официальный статус гимна песня приобрела после принятия 1 июля 1997 года Государственным Советом Чувашской Республики Закона «О государственных символах Чувашской Республики», подписанного Президентом Чувашии Н. В. Федоровым 14 июля 1997 года.
29 апреля в Чувашской Республике является Днём государственных символов республики — гимна, герба и флага, который отмечается с 2004 года. Он был введён Указом Президента Чувашской Республики от 8 апреля 2004 г. № 24 «О Дне государственных символов Чувашской Республики» и законом Чувашской Республики от 19 апреля 2004 г. №1 «О Дне государственных символов Чувашской Республики».

## Описание
1 июля 1997 года был принят Закон №12 «О государственных символах Чувашской Республики» Государственным Советом республики, утверждённый Президентом Чувашии 14 июля того же года.
В ст.7 данного закона изложены указания по исполнению государственного гимна республики:

1. Исполнение Государственного гимна Чувашской Республики должно в точности соответствовать его тексту и музыкальной редакции (приложения NN 7 и 8).
Государственный гимн Чувашской Республики может исполняться в оркестровом, хоровом, оркестрово-хоровом либо ином вокальном и инструментальном исполнении, в том числе — в сокращенном варианте (без второго куплета) в случаях, предусмотренных статьёй 8 настоящего Закона. При этом могут использоваться средства звукозаписи.(в ред. Законов ЧР от 23.05.2001 N 20, от 06.02.2009 N 7)

2. При официальном исполнении Государственного гимна Чувашской Республики присутствующие выслушивают гимн стоя, мужчины — без головных уборов. (в ред. Закона ЧР от 23.05.2001 N 20)— Закон Чувашской Республики от 14 июля 1997 г. № 12 «О государственных символах Чувашской Республики»
В ст.8 Закона № 12 «О государственных символах Чувашской Республики» говорится о порядке использования государственного гимна Чувашии:

1. Государственный гимн Чувашской Республики исполняется:

(в ред. Закона ЧР от 23.05.2001 N 20)
при поднятии Государственного флага Чувашской Республики — во время официальных и торжественных церемоний, проводимых органами государственной власти и местного самоуправления Чувашской Республики;
при вступлении в должность Президента Чувашской Республики — после принесения им присяги;(в ред. Закона ЧР от 23.05.2001 N 20)
при открытии и закрытии сессий Государственного Совета Чувашской Республики;
при открытии и закрытии собраний и заседаний, посвященных государственным и всенародным праздникам Чувашской Республики;
при встречах и проводах посещающих Чувашскую Республику с официальным визитом глав государств и глав правительств зарубежных государств — после исполнения государственного гимна соответствующего государства;
при открытии памятников и памятных знаков, а также монументов, обелисков и других сооружений в ознаменование важнейших исторических событий в жизни Чувашской Республики и чувашского народа, в честь выдающихся политических, государственных и военных деятелей, деятелей культуры, науки, литературы и искусства;
при вручении государственных наград Чувашской Республики.
2. Государственный гимн Чувашской Республики транслируется государственными телевизионными и радиовещательными компаниями:
в передачах телевещания — в дни государственных и всенародных праздников Чувашской Республики перед выходом в эфир первой телепрограммы;

в передачах радиовещания — ежедневно в начале чувашской программы.(в ред. Законов ЧР от 23.05.2001 N 20, от 06.02.2009 N 7)— Закон Чувашской Республики от 14 июля 1997 г. № 12 «О государственных символах Чувашской Республики»

## Авторы
- Слова — Тукташ Илья Семёнович
- Музыка — Лебедев Герман Степанович[4]

## Текст

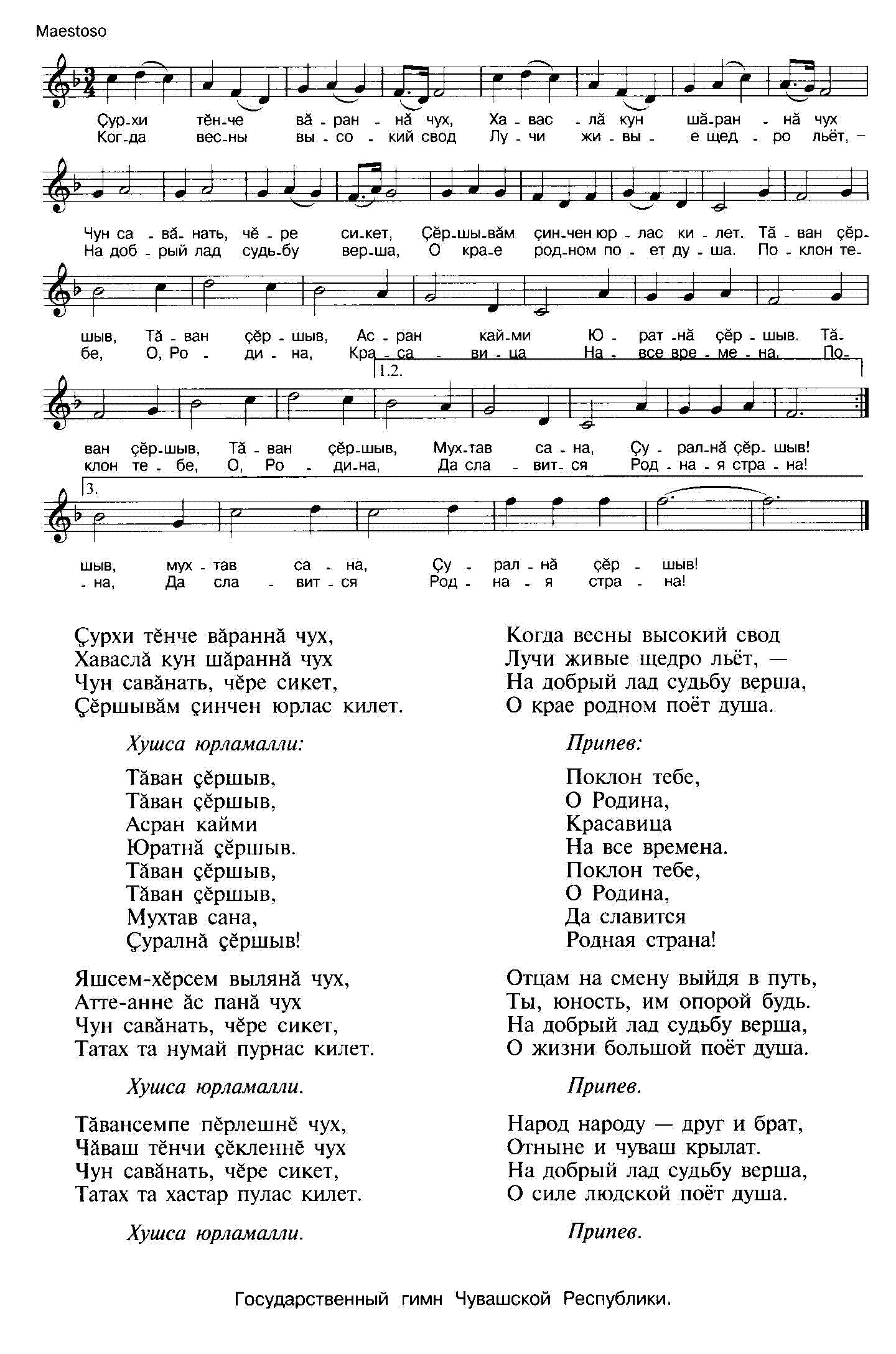
Гимн Чувашской Республики

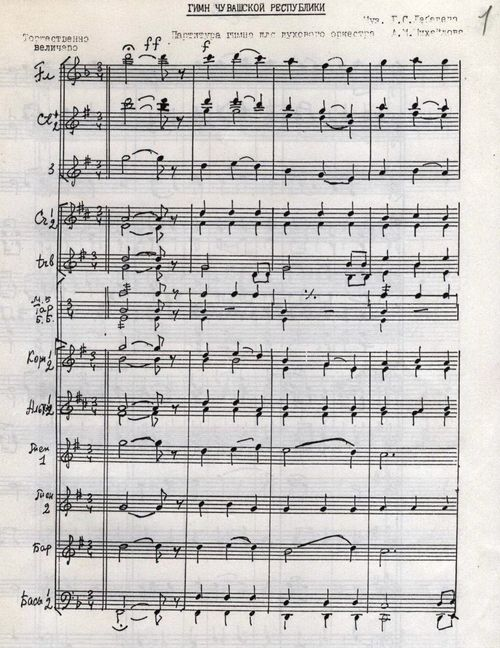
Ноты